# Црно
Црно је резултат феномена, који се дешава у случају када одређена материја упија све зраке светлости, односно не одбија ни једну таласну дужину према нашем оку, и тада се материја види као црна. Често се симболично или фигуративно користи за представљање таме. Црно-бело се често користило за описивање супротности као што су добро и зло, мрачно доба наспрам доба просветитељства и ноћ наспрам дана. Од средњег века црна је била симболична боја свечаности и ауторитета, па је из тог разлога судије и магистрати још увек носе.
Црна је била једна од првих боја коју су уметници користили на неолитским пећинским сликама. Кориштена је у древном Египту и Грчкој као боја подземља. У Римском царству је постала боја жалости, а током векова често је била повезана са смрћу, злом, вештицама и магијом. У 14. веку носила ју је краљевска породица, свештенство, судије и владини службеници у већем делу Европе. Постала је боја коју су носили енглески романтични песници, бизнисмени и државници у 19. веку, а боја високе моде у 20. веку. Према истраживањима у Европи и Северној Америци, то је боја која се најчешће повезује са жаљењем, крајем, тајнама, магијом, силом, насиљем, злом и елеганцијом.
Црно мастило је најчешћа боја која се користи за штампање књига, новина и докумената, јер пружа највећи контраст белом папиру и самим тим најлакшу боју за читање. Слично томе, црни текст на белом екрану је најчешћи формат који се користи на екранима рачунара. Према подацима из септембра 2019. године, најтамнији материјал су израдили инжењери МИТ-а од вертикално поравнатих угљеничних наноцеви.

## Наука

### Физика
У видљивом спектру, црна је упијање свих боја. Црна се може дефинисати као визуелни утисак који се доживљава када у очи не доспе видљива светлост. Пигменти или боје који упијају светлост, а не одбијају је назад у око, „изгледају црно“. Црни пигмент може, међутим, настати комбинацијом неколико пигмената који заједно упијају све боје. Ако се помешају одговарајуће пропорције три примарна пигмента, резултат одражава толико мало светлости да се може назвати „црним”. Ово пружа два површно супротна, али заправо комплементарна описа црне боје. Црна је упијање свих боја светлости или исцрпна комбинација више боја пигмента.
У физици је црно тело савршен апсорбер светлости, али је, према термодинамичком правилу, уједно и најбољи емитер. Стога је најбоље радијативно хлађење из сунчеве светлости коришћењем црне боје, која је скоро савршен апсорбер и у инфрацрвеној светлости. У елементарној науци далека ултраљубичаста светлост назива се „црном светлошћу“, јер иако сама по себи невидљива, узрокује да многи минерали и друге супстанце флуоресцирају.
Апсорпција светлости стоји у контрасту са трансмисијом, рефлексијом и дифузијом, при чему се светлост само преусмерава, узрокујући да објекти изгледају прозирно, рефлектујуће или бело. За материјал се каже да је црн ако се већина долазеће светлости подједнако апсорбује у материјалу. Светлост (електромагнетно зрачење у видљивом спектру) ступа у интеракцију са атомима и молекулима, што доводи до претварања енергије светлости у друге облике енергије, обично топлоту. То значи да црне површине могу деловати као топлотни колектори, апсорбујући светлост и генеришући топлоту (видети соларни топлотни колектор).
Од септембра 2019. године, најтамнији материјал израђен је од вертикално поравнатих угљеничних наноцеви. Тај материјал су направили инжењери МИТ-а и забележено је да има 99,995% стопе апсорпције било које долазеће светлости. Ово надмашује било који најмрачнији материјал, укључујући вантаблек, који има максималну стопу апсорпције од 99,965% у видљивом спектру.

### Хемија

#### Пигменти
Најранији пигменти које је неолитски човек користио били су угљен, црвени окер и жути окер. Црне линије пећинске уметности исцртане су врховима спаљених бакљи израђених од дрвета са смолом. Различити угљени пигменти настали су спаљивањем различитих дрвених и животињских производа, од којих је сваки давао другачији тон. Угљен би био млевен, а затим помешан са животињском машћу да би се створио пигмент.
- Винско црно се производило се у римско доба спаљивањем посечених грана винове лозе. Могло би се добити и спаљивањем остатака уситњеног грожђа које се сакупљало и сушило у пећи. Према историчару Витрувију, дубина и богатство произведеног црног пигмента кореспондирали су квалитету вина. Од најфинијих вина добило се црно са плавкастим нијансом боје индига.

Сликар из 15. века Ченино Ченини описао је како је овај пигмент направљен током ренесансе у свом чувеном приручнику за уметнике: „... постоји црна боја која се прави од витица винове лозе. И те витице треба спалити. А када оне изгоре, на њих се баци мало воде да се угасе, а затим се изгњече на исти начин као и друга црна боја. А ово је мршави и црни пигмент и један је од савршених пигмената које користимо.”
Ченини је такође приметио да „Постоји још једна црна боја која је направљена од изгорелих љуски бадема или брескви и ово је савршена, фина црна боја.“ Слична фина црна боја је прављена спаљивањем коштица брескве, трешње или кајсије. Затим се угљени прах мешан са гумирабиком или жуманцетом јајета да би се направила боја.
Различите цивилизације су спалиле различите биљке да би произвеле угљене пигменте. Инуити на Аљасци су користили дрвени угаљ помешан са крвљу перајара као боју за маске и дрвене предмете. Полинежани су сагоревали кокосов орах како би произвели свој пигмент.
- Лампна црна је коришћена као пигмент за сликање и фреске, као боја за тканине, а у неким друштвима и за израду тетоважа. Фирентински сликар из 15. века Ченино Ченини описао је како је направљена током ренесансе: „... узмите лампу на ланено уље, напуните је уљем и упалите лампу. Затим је поставите упаљену под темељно очишћену посуду, и поставите пламен лампе два или три прста од дна посуде. Дим који излази из пламена удараће о дно посуде и сакупљати се, постајући густ. Сачекајте мало, узмите посуду и отчеткајте овај пигмент (тј. овај дим) на папир или у лонац са нечим. И није потребно да се он муља или меље, јер је то врло фини пигмент. Поново напуните лампу уљем и ставите је испод посуде, поновите то неколико пута и на тај начин направите онолико пигмента колико је потребно.”[12] Овај исти пигмент користили су индијски уметници за бојење Аџанта пећина и кориштен је као боја у древном Јапану.[11]
- Слоновачко црно, такође познат и као коштани угљен, првобитно је произведен сагоревањем слоноваче и мешањем добијеног праха угља са уљем. Боја се израђује и данас, али слоновача је замењена обичним животињским костима.
- Марс црно је црни пигмент направљен од синтетичких оксида гвожђа. Обично се користи у воденим бојама и сликању уљаним бојама. Име је добио по Марсу, богу рата и заштитнику гвожђа.

#### Боје
Квалитетне црне боје нису биле познате до средине 14. века. Најчешћа ране боје прављена су од коре, корена или плодова различитих стабала; обично ораха, кестена или појединих стабла храста. Произведене црне боје често су биле више сиве, смеђе или плавкасте. Платно је требало неколико пута бојити да би потамнило. Једно од решења које су фарбари користили било је додавање у боју гвоздених опиљака богатих оксидом гвожђа, што је давало дубљу црну. Друго је било да се тканина прво обоји у тамно плаву боју, а затим у црну.
На крају је пронађена много богатија и дубља црна боја направљена од храстове јабуке или „чемерног ораха“. Овај орах је мала округла израслина која расте на храсту и другим врстама дрвећа. Њихове величине су од 2–5 cm, а узрокују их хемикалије које инјектира ларва одређених врста оса из породице Cynipidae. Ова боја је била врло скупа; велика количина ових ораха била је потребна за врло малу количину боје. Ораси од којих је прављена најбоља боја долазили су из Пољске, источне Европе, Блиског истока и северне Африке. Почев од отприлике 14. века, ова боја се користила за одећу краљева и принчева Европе.
Још један важан извор природних црних боја од 17. века надаље било је кампешевско дрво, или Haematoxylum campechianum, које је такође производило црвенкасте и плавкасте боје. То је врста цветајућег дрвета из породице махунарки, Fabaceae, која је пореклом из јужног Мексика и северне Централне Америке. Модерна држава Белизе настала је из енглеских кампова за сечу таквих шума у 17. веку.
Од средине 19. века синтетичке црне боје углавном су замениле природне боје. Једна од важних синтетичких црних боја је нигросин, која је смеша синтетичких црних боја (ЦИ 50415, растварач црна 5) направљена загревањем смеше нитробензена, анилина и анилин хидрохлорида у присуству бакарног или гвозденог катализатора. Њена главна индустријска употреба је као боја за лакове и глазуре и у мастилу маркера.